# Campeonato Juvenil Africano de 2015
El Campeonato Juvenil Africano de 2015 fue la 19.ª edición. El concurso se llevó a cabo en Senegal del 8 al 22 de marzo. Los semifinalistas participarán en la Copa Mundial de Fútbol Sub-20 de 2015 a realizarse en Nueva Zelanda, entregando cuatro cupos para el Mundial.

## Equipos participantes
| Equipos participantes | Equipos participantes | Equipos participantes | Equipos participantes | Equipos participantes |
| --------------------- | --------------------- | --------------------- | --------------------- | --------------------- |
| Congo                 | Ghana                 | Costa de Marfil       | Malí                  |                       |
| Nigeria               | Senegal               | Sudáfrica             | Zambia                |                       |

## Sedes
| Dakar                         | M'Bour                |
| ----------------------------- | --------------------- |
| Estadio Léopold Sédar Senghor | Estadio Caroline Faye |
| Capacidad: 60.000             | Capacidad: 5.000      |
|                               |                       |

## Árbitros Oficiales
Los árbitros fueron:
Árbitros
| - Thierry Nkurunziza - Aurélien Juenkou Wandji - Bienvenu Sinko - Daouda Gueye - Davies Ogenche Omweno | - Hagi Yabarow Wiish - Ibrahim Nour El Din - Joshua Bondo - Juste Ephrem Zio | - Mahamadou Keita - Mohamed Ragab Omar - Mutaz Abdelbasit Abdelbasit Khairalla - Rédouane Jiyed |

Árbitros asistentes
| - Ababacar Séné - Abderahmane Warr - Abel Baba - Berhe O'Michael - David Laryea | - Elvis Guy Noupue Nguegoue - Hensley Danny Petrousse - Issa Yaya - Jridi Faouzi - Kindie Mussie | - Mark Ssonko - Mokrane Gourari - Mothibidi Stevens Khumalo - Olivier Safari Kabene - Sidiki Sidibe |

## Resultados

### Primera fase
Los dos primeros de cada grupo pasan a la siguiente ronda. El sorteo se realizó el 21 de diciembre de 2014.

#### Grupo A
| Pos. | Equipo              | Pts. | PJ | G | E | P | GF | GC | Dif. | Clasificación                |
| ---- | ------------------- | ---- | -- | - | - | - | -- | -- | ---- | ---------------------------- |
| 1    | Nigeria             | 7    | 3  | 2 | 1 | 0 | 9  | 4  | +5   | Semifinales y Mundial Sub-20 |
| 2    | Senegal (H)         | 4    | 3  | 1 | 1 | 1 | 7  | 8  | −1   | Semifinales y Mundial Sub-20 |
| 3    | Costa de Marfil (E) | 3    | 3  | 0 | 3 | 0 | 5  | 5  | 0    |                              |
| 4    | Congo (E)           | 1    | 3  | 0 | 1 | 2 | 5  | 9  | −4   |                              |

 Fuente: CAF
| 8 de marzo de 2015, 16:30 | Senegal  | 1:3 (1:3) | Nigeria                      | Estadio Léopold Sédar Senghor, Dakar |                            |
|                           | Sarr 27' | Reporte   | Awoniyi 9' 12' · Ifeanyi 44' | Árbitro(s): Rédouane Jiyed           | Árbitro(s): Rédouane Jiyed |

| 8 de marzo de 2015, 19:30 | Congo        | 1:1 (1:1) | Costa de Marfil | Estadio Léopold Sédar Senghor, Dakar |                                   |
|                           | Ganvoula 38' | Reporte   | Yakou 11'       | Árbitro(s): Davies Ogenche Omweno    | Árbitro(s): Davies Ogenche Omweno |

| 11 de marzo de 2015, 16:30 | Nigeria                                               | 4:1 (2:0) | Congo        | Estadio Léopold Sédar Senghor, Dakar |                             |
|                            | Ifeanyi 5' · Musa 36' (pen.) 54' (pen.) · Awoniyi 87' | Reporte   | Ganvoula 62' | Árbitro(s): Mahamadou Keita          | Árbitro(s): Mahamadou Keita |

| 11 de marzo de 2015, 19:30 | Costa de Marfil       | 2:2 (1:0) | Senegal       | Estadio Léopold Sédar Senghor, Dakar |                          |
|                            | Angban 8' · Bedia 89' | Reporte   | Wadji 51' 55' | Árbitro(s): Joshua Bondo             | Árbitro(s): Joshua Bondo |

| 14 de marzo de 2015, 17:00 | Senegal                                | 4:3 (2:1) | Congo                                    | Estadio Léopold Sédar Senghor, Dakar |                                |
|                            | Niang 16' · Wadji 38' · Sarr 86' 90+3' | Reporte   | Nkounkou 22' · Ganvoula 56' · Bakaki 66' | Árbitro(s): Thierry Nkurunziza       | Árbitro(s): Thierry Nkurunziza |

| 14 de marzo de 2015, 17:00 | Nigeria                       | 2:2 (1:2) | Costa de Marfil        | Estadio Caroline Faye, M'Bour          |                                        |
|                            | Pyagbara 4' · Musa 67' (pen.) | Reporte   | Niangbo 1' · Bedia 32' | Árbitro(s): Mutaz Abdelbasit Khairalla | Árbitro(s): Mutaz Abdelbasit Khairalla |

#### Grupo B
| Pos. | Equipo        | Pts. | PJ | G | E | P | GF | GC | Dif. | Clasificación                |
| ---- | ------------- | ---- | -- | - | - | - | -- | -- | ---- | ---------------------------- |
| 1    | Malí          | 9    | 3  | 3 | 0 | 0 | 4  | 1  | +3   | Semifinales y Mundial Sub-20 |
| 2    | Ghana         | 6    | 3  | 2 | 0 | 1 | 4  | 2  | +2   | Semifinales y Mundial Sub-20 |
| 3    | Sudáfrica (E) | 3    | 3  | 1 | 0 | 2 | 6  | 6  | 0    |                              |
| 4    | Zambia (E)    | 0    | 3  | 0 | 0 | 3 | 3  | 8  | −5   |                              |

 Fuente: CAF
| 9 de marzo de 2015, 16:30 | Ghana                         | 2:0 (2:0) | Sudáfrica | Estadio Caroline Faye, M'Bour   |                                 |
|                           | Masiya 9' (a.g.) · Tetteh 44' | Reporte   |           | Árbitro(s): Ibrahim Nour El Din | Árbitro(s): Ibrahim Nour El Din |

| 9 de marzo de 2015, 19:30 | Malí       | 1:0 (0:0) | Zambia | Estadio Caroline Faye, M'Bour  |                                |
|                           | Diallo 68' | Reporte   |        | Árbitro(s): Hagi Yabarow Wiish | Árbitro(s): Hagi Yabarow Wiish |

| 12 de marzo de 2015, 16:30 | Sudáfrica   | 1:2 (0:0) | Malí           | Estadio Caroline Faye, M'Bour  |                                |
|                            | Modjeka 72' | Reporte   | Traoré 78' 87' | Árbitro(s): Mohamed Ragab Omar | Árbitro(s): Mohamed Ragab Omar |

| 12 de marzo de 2015, 19:30 | Zambia  | 1:2 (1:1) | Ghana                    | Estadio Caroline Faye, M'Bour |                          |
|                            | Daka 3' | Reporte   | Attobrah 26' · Afful 86' | Árbitro(s): Daouda Gueye      | Árbitro(s): Daouda Gueye |

| 15 de marzo de 2015, 17:00 | Ghana | 0:1 (0:1) | Malí       | Estadio Caroline Faye, M'Bour       |                                     |
|                            |       | Reporte   | Diarra 18' | Árbitro(s): Aurélien Juenkou Wandji | Árbitro(s): Aurélien Juenkou Wandji |

| 15 de marzo de 2015, 17:00 | Sudáfrica                          | 5:2 (1:1) | Zambia                         | Estadio Léopold Sédar Senghor, Dakar |                              |
|                            | Zuma 22' 72' · Sandows 58' 73' 87' | Reporte   | Seriba 30' (a.g.) · Zulu 90+3' | Árbitro(s): Juste Ephrem Zio         | Árbitro(s): Juste Ephrem Zio |

## Segunda Fase

### Cuadro Final
|  | Semifinales         | Semifinales         |   |                     | Final               | Final |  |
|  |                     |                     |   |                     |                     |       |  |
|  |                     |                     |   |                     |                     |       |  |
|  | 18 de marzo - Dakar |                     |   |                     |                     |       |  |
|  | Nigeria             | 2                   |   |                     |                     |       |  |
|  | Ghana               | 0                   |   |                     |                     |       |  |
|  |                     |                     |   |                     |                     |       |  |
|  |                     |                     |   |                     | 22 de marzo - Dakar |       |  |
|  |                     |                     |   |                     | Nigeria             | 1     |  |
|  |                     | Senegal             | 0 |                     |                     |       |  |
|  |                     |                     |   |                     |                     |       |  |
|  |                     |                     |   |                     |                     |       |  |
|  |                     |                     |   |                     | Tercer lugar        |       |  |
|  | 19 de marzo - Dakar | 19 de marzo - Dakar |   | 22 de marzo - Dakar | 22 de marzo - Dakar |       |  |
|  | Malí                | 1                   |   | Ghana               | 3                   |       |  |
|  | Senegal             | 2                   |   |                     | Malí                | 0     |  |

### Semifinales
| 18 de marzo de 2015, 17:00 | Nigeria                | 2:0 (1:0) | Ghana | Estadio Léopold Sédar Senghor, Dakar |                            |
|                            | Nwobodo 23' · Musa 81' | Reporte   |       | Árbitro(s): Rédouane Jiyed           | Árbitro(s): Rédouane Jiyed |

| 19 de marzo de 2015, 17:00 | Malí      | 1:2 (1:1) | Senegal     | Estadio Léopold Sédar Senghor, Dakar |                                 |
|                            | Diallo 5' | Reporte   | Kone 2' 81' | Árbitro(s): Ibrahim Nour El Din      | Árbitro(s): Ibrahim Nour El Din |

### Tercer Puesto
| 22 de marzo de 2015, 16:30 | Ghana                        | 3:0 (1:0) | Malí | Estadio Léopold Sédar Senghor, Dakar   |                                        |
|                            | Yeboah 24' 64' · Aboagye 70' | Reporte   |      | Árbitro(s): Mutaz Abdelbasit Khairalla | Árbitro(s): Mutaz Abdelbasit Khairalla |

### Final
| 22 de marzo de 2015, 19:30 | Nigeria    | 1:0 (1:0) | Senegal | Estadio Léopold Sédar Senghor, Dakar |                          |
|                            | Bulbwa 17' | Reporte   |         | Árbitro(s): Joshua Bondo             | Árbitro(s): Joshua Bondo |

|                    |
| Bandera de Nigeria |
| Campeón Nigeria    |
| Séptimo título     |

## Clasificados a la Copa Mundial de Fútbol Sub-20 de 2015
| Bandera de Nigeria | Bandera de Senegal | Bandera de Ghana | Bandera de Mali |
| Nigeria            | Senegal            | Ghana            | Malí            |
| ------------------ | ------------------ | ---------------- | --------------- |

## Goleadores
| Jugador          | Equipo    | Goles |
| ---------------- | --------- | ----- |
| Musa Muhammed    | Nigeria   | 4     |
| Silvere Ganvoula | Congo     | 3     |
| Hamidou Traoré   | Malí      | 3     |
| Sidy Sarr        | Senegal   | 3     |
| Ibrahim Wadji    | Senegal   | 3     |
| Tyroane Sandows  | Sudáfrica | 3     |

## Jugador del partido
Al finalizar cada encuentro se eligió a un jugador como el mejor del partido, el premio fue otorgado al jugador con mayor incidencia en el juego y se denominó oficialmente Orange Man of the Match.
| Fase de grupos - 1.ª ronda | Fase de grupos - 1.ª ronda | Fase de grupos - 2.ª ronda | Fase de grupos - 2.ª ronda | Fase de grupos - 3.ª ronda | Fase de grupos - 3.ª ronda | Segunda fase   | Segunda fase |
| Jugador                    | Partido                    | Jugador                    | Partido                    | Jugador                    | Partido                    | Jugador        | Partido      |
| -------------------------- | -------------------------- | -------------------------- | -------------------------- | -------------------------- | -------------------------- | -------------- | ------------ |
| Taiwo Awoniyi              | 1 : 3                      | Taiwo Awoniyi              | 4 : 1                      | Mamadou Ndiaye             | 4 : 3                      | Obinna Nwobodo | 2 : 0        |
| Silvere Ganvoula           | 1 : 1                      | Ibrahima Wandji            | 2 : 2                      | Ifeanyi Matthew            | 2 : 2                      | Sidy Sarr      | 1 : 2        |
| Michel Otoo                | 2 : 0                      | Hamidou Traore             | 1 : 2                      | Diadie Samassekou          | 0 : 1                      | Yaw Yeboah     | 3 : 0        |
| Alassane Diallo            | 1 : 0                      | Clifford Aboagye           | 1 : 2                      | Tyroane Sandows            | 5 : 2                      | Bernard Bulbwa | 1 : 0        |